# 캐니언 (프로게이머)
캐니언(본명: 김건부, 2001년 6월 18일 ~ )은 대한민국의 리그 오브 레전드 프로게이머로 포지션은 정글이다. 아이디는 Canyon을 사용하고 있다. 현재 Gen.G에서 활동하고 있다. 본관은 경주 김씨이다. 센텀초등학교 졸업, 센텀중학교 졸업, 관악고등학교 중퇴했다.

## 선수 생활
2018년 9월 13일, 담원 게이밍에 입단하면서 프로 커리어를 시작했다. 2019년 1월 16일에 치러진 Gen.G와의 경기에서 선발 출전하면서 프로 무대에 데뷔했다. 데뷔 첫 세트에서는 MVP를 수상했다. 하지만 스프링 시즌에는 아쉬운 모습을 많이 보여주였다. 2019 서머 시즌에는 발전한 모습을 보여주었다. 특히 세주아니와 자르반 4세 챔프를 이용했을 때 좋은 모습을 보여주었다. 또한 사일러스를 적극적으로 사용하며 여러 번의 MVP를 수상했다. 이러한 활약에 힘입어 정규 시즌 MVP를 수상했다. 리프트 라이벌즈 2019 - 레드 리프트에서도 좋은 활약을 보여주며 LCK의 우승을 이끌었다. 2019년 롤드컵 선발전을 통해 리그 오브 레전드 월드 챔피언십 2019에 진출하는데 성공했다. 롤드컵에서는 팀의 주전 정글러로 활동했으며 팀의 8강 진출에 기여했다.
2020 스프링 시즌에서는 초반 부진에 휩싸이면서 좋지 않은 모습을 보여주었다. 하지만 이후 반등에 성공하며 폼을 되찾으며 팀의 포스트시즌 진출에 기여했다. 하지만 와일드카드 경기인 DRX와의 경기에서는 좋지 못한 모습을 보여주었다. 스프링 시즌 종료 이후 미드 시즌 컵에 참가했다. 2020 서머 시즌에는 기존의 모습보다 더욱 발전된 모습을 보여주었다. 거기에 2020년 7월 24일에 열린 샌드박스 게이밍과의 경기에서는 정글 포지션으로는 최초로 LCK에서 펜타킬을 기록했다. 이러한 활약 상으로 2020시즌 서머 퍼스트팀에 선정되었다. 2020 시즌 담원 게이밍이 결승전에서 DRX를 3-0으로 꺾고 우승을 차지하면서 커리어 첫 우승을 차지했다. 서머 우승으로 리그 오브 레전드 월드 챔피언십 2020에 진출했다. 캐니언은 롤드컵에서 서머 시즌의 활약상을 이어나갔으며 팀의 첫 롤드컵 우승에 기여했다. 또한 롤드컵 MVP에 선정되었다. 2020 시즌 종료 후에는 올스타에 뽑혀 올스타전에 출전하였다.
2020 LoL KeSPA컵 울산에서는 DRX와의 경기에서 펜타킬을 기록하는 등의 활약으로 팀의 우승을 이끌었다. 2021 스프링 시즌에서도 활약을 이어나가면서 팀을 우승시키는데 성공시켰으며 LCK 퍼스트 팀에 선정되었고 스프링 정규 시즌 MVP를 수상했다. 스프링 시즌 우승으로 리그 오브 레전드 미드 시즌 인비테이셔널 2021에 참가했다. 하지만 캐니언은 MSI 기간 동안 정글의 메타가 변화하게 되면서 대회가 진행되며 흔들리기 시작했으며 결승에서 로열 네버 기브업에게 패배를 기록하며 MSI 우승에 실패했다. 2021 서머 시즌에는 DWG KIA 팀이 전체적으로 흔들리는 중 일시적으로 미드라이너로 출전하기도 했다. 이후 다시 정글로 복귀했다. 이후 정글 포지션에서 좋은 모습을 보여주기 시작하였으며 팀의 포스트시즌 진출을 이끌었다. 포스트시즌에서도 좋은 모습을 보여주면서 팀의 우승에 기여했다. 시즌 종료 후 올프로 세컨드팀에 선정되었다. 리그 오브 레전드 월드 챔피언십 2021에서는 로스터에 포함되면서 참가했다. 캐니어은 대회 기간 동안 팀의 주전 정글러로 활약하며 팀의 결승 진출에 기여했다. 하지만 결승전에서 패배하면서 준우승에 머물렀다. 2021시즌 종료 후 FA로 나왔다.
2022시즌을 앞두고 DWG KIA와 재계약을 체결했다.
2024시즌을 앞두고 Gen.G에 입단했다.

## 소속팀
| # | 팀명        | 소속 기간               | 소속 리그 | 비고 |
| - | ----------- | ----------------------- | --------- | ---- |
| 1 | 담원 게이밍 | 2018.09.13 ~ 2023.11.21 | CK LCK    |      |
| 2 | Gen.G       | 2023.11.29 ~            | LCK       |      |

## 수상 내역
- 리프트 라이벌즈 2019 우승
- 리그 오브 레전드 챔피언스 코리아 서머 2019 정규시즌 최우수선수
- 리그 오브 레전드 월드 챔피언십 2019 8강
- 리그 오브 레전드 챔피언스 코리아 서머 2020 우승
- 리그 오브 레전드 월드 챔피언십 2020 우승
- 리그 오브 레전드 월드 챔피언십 2020 결승전 최우수선수
- 리그 오브 레전드 올스타전 2020 우승
- 2020 LoL KeSPA컵 울산 우승
- 리그 오브 레전드 챔피언스 코리아 스프링 2021 우승
- 리그 오브 레전드 미드 시즌 인비테이셔널 2021 준우승
- 리그 오브 레전드 챔피언스 코리아 서머 2021 우승
- 리그 오브 레전드 월드 챔피언십 2021 준우승
- 2021 e스포츠 명예의 전당 스타즈
- e스포츠 명예의 전당 히어로즈
- 2021 LCK 어워드 포지션별 올해의 선수
- 리그 오브 레전드 월드 챔피언십 2022 8강